# Tanaecia cocytus
Tanaecia cocytus is een vlinder uit de onderfamilie Limenitidinae van de familie Nymphalidae. De wetenschappelijke naam van de soort is voor het eerst geldig gepubliceerd in 1787 door Johann Christian Fabricius.

## Synoniemen
- Adolias satropaces Hewitson, 1876